# Jakob Grimminger
Jakob Grimminger, né le 25 avril 1892 à Augsbourg, mort le 28 janvier 1969  à Munich, est un militaire allemand, un des premiers membres de la SS. Grimminger est connu avant tout pour avoir joué dans les films de propagande de Leni Riefenstahl : Le Triomphe de la volonté (Triumph des Willens) sur le congrès du parti à Nuremberg en 1934, et La Victoire de la Foi (Der Sieg des Glaubens) également sur le congrès du parti à Nuremberg un an plus tôt, où il apparaît comme porteur du Blutfahne. Depuis le transfert du Blutfahne des SA à la SS de Munich en 1926, Grimminger en a été le porteur officiel.

## Les guerres
À seize ans, Grimminger s'engage volontairement dans l'armée et sert de 1914 à 1917 comme mécanicien dans les troupes volantes. En 1917, il opte pour l'infanterie et va combattre en Palestine. Après la fin de la guerre, il rentre en Allemagne et retourne à la vie civile le 3 avril 1919.
En 1922, il rejoint le NSDAP — il en est le membre n°759 — et intègre également la SA. Grimminger est choisi pour faire partie de la troupe de choc de douze hommes chargés de protéger Hitler. Lorsque la SS est fondée en 1925 pour jouer le rôle de garde prétorienne, Grimminger fait partie de la SS-Standarte 1 de Sepp Dietrich à Munich.
La position supérieure de la SS est soulignée par Hitler en 1926 lorsque celui-ci lui transfère la garde du Blutfahne. Jakob Grimminger en devient le porteur officiel.
En 1929, il fait partie des 280 SS qu'Himmler reprend dans l'organisation qu'il dirige désormais. On lui attribue le numéro 135. Grimminger reste membre de la SS jusqu'à la fin du conflit mondial, qu'il termine avec le grade de Standartenführer (colonel) acquis en 1943.

## Après guerre
Après la Seconde Guerre mondiale, il est jugé pour avoir fait partie de la SS, à un grade relativement élevé. Bien qu'il ne soit pas condamné à une peine de prison, les Alliés lui confisquent toutes ses possessions en 1947.
À partir de 1948, Grimminger vit à Munich. Il est actif en politique dans les années 1950 où il devient conseiller municipal pour un mandat. Il se retire de la vie publique dans les années 60 et meurt en 1969.

## Promotions dans la SS
- SS-Scharführer (sergent-chef) : septembre 1926
- SS-Truppführer (adjudant) : mars 1929
- SS-Sturmführer (sous-lieutenant) : 11 juillet 1931
- SS-Obersturmführer (lieutenant) : 31 juillet 1933
- SS-Hauptsturmführer (capitaine) : 9 novembre 1933
- SS-Sturmbannführer (commandant) : 20 avril 1935
- SS-Obersturmbannführer (lieutenant-colonel) : 13 juin 1936
- SS-Standartenführer (colonel) : 20 avril 1943

## Sources
- (de) Cet article est partiellement ou en totalité issu de l’article de Wikipédia en allemand intitulé « Jakob Grimminger » (voir la liste des auteurs).